# Lambersart
Lambersart és un municipi francès, al departament del Nord i a la regió dels Alts de França. L'any 2006 tenia 28.543 habitants. Limita amb Lilla (barri Bois Blancs), Lomme, Lompret, Verlinghem, Saint-André-lez-Lille, Wambrechies i Marquette-lez-Lille.
La ciutat és a prop del riu Deûle i del Bois de la Citadelle. Aquest entorn paisatgístic l'ha convertit en una ciutat eminentment residencial. Per això les cases, fetes amb maons i d'estil art déco, tenen sovint l'arquitectura pròpia d'un balneari. Destaca, en aquest sentit, l'Avenue de l'Hippodrome, un carrer que conserva els edificis del segle passat.

## Demografia

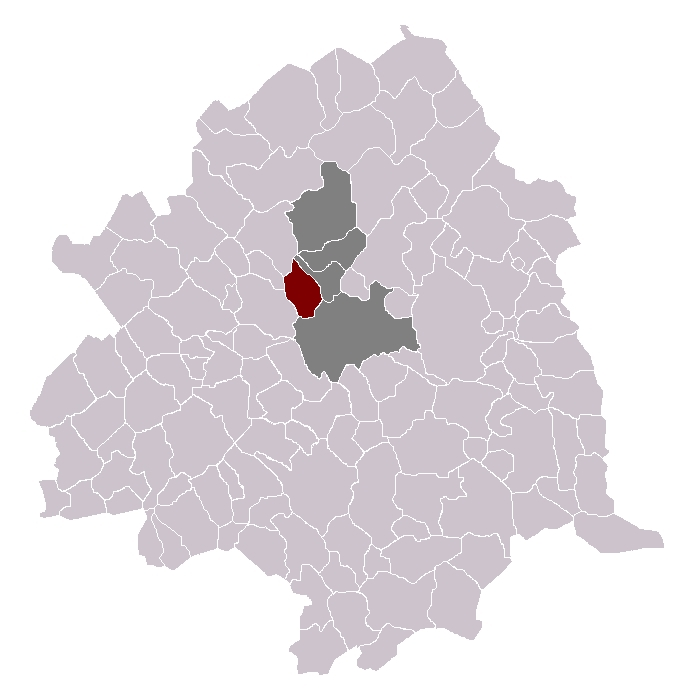
Ubicació del Lambersart dins del cantó

| Evolució de la població Ehess i INSEE |      |      |      |      |      |       |       |       |
| 1793                                  | 1800 | 1806 | 1821 | 1831 | 1836 | 1841  | 1846  | 1851  |
| 783                                   | 734  | 856  | 842  | 940  | 966  | 1 026 | 1 161 | 1 219 |

| 1856  | 1861  | 1866  | 1872  | 1876  | 1881  | 1886  | 1891  | 1896  |
| ----- | ----- | ----- | ----- | ----- | ----- | ----- | ----- | ----- |
| 1 328 | 1 615 | 1 852 | 2 240 | 2 425 | 2 775 | 3 450 | 4 050 | 4 820 |

| 1901  | 1906  | 1911  | 1921   | 1926   | 1931   | 1936   | 1946   | 1954   |
| ----- | ----- | ----- | ------ | ------ | ------ | ------ | ------ | ------ |
| 6 804 | 7 984 | 9 326 | 10 472 | 11 927 | 14 377 | 16 197 | 17 675 | 19 092 |

| 1962   | 1968   | 1975   | 1982   | 1990   | 1999   | 2006 | 2011 | 2016 |
| ------ | ------ | ------ | ------ | ------ | ------ | ---- | ---- | ---- |
| 21 807 | 26.833 | 29 614 | 28 494 | 28 275 | 28 131 | -    | -    | -    |

| 2019 | - | - | - | - | - | - | - | - |
| ---- | - | - | - | - | - | - | - | - |
| -    | - | - | - | - | - | - | - | - |

## Administració
| Període   | Identitat               | Partit |
| --------- | ----------------------- | ------ |
| 1973-1988 | Georges Delfosse        | CDS    |
| 1988-2004 | Marc-Philippe Daubresse | UMP    |
| 2004-2005 | Jacques-Yves Wambergue  | UMP    |
| 2005-     | Marc-Philippe Daubresse | UMP    |